# وادي أبو الأحصية
وادي أبو الأحصية (بالعبرية: נחל חצץ) هو وادٍ قصير في شمال النقب، طوله حوالي 8 كم، حيث يتدفق في موسم الأمطار وينحدر من مرتفعات حثيرة غربًا نحو وادي حُليقوم أو حليقيم المعروف اليوم بوادي الراعية حسب التسمية العبرية.

## مجرى الوادي
يمر الوادي بعدة قنوات مائية تنحدر من قمة مرتفعات حثيرة وتلتقي بالنهاية في مجرى واحد. في جزئه العلوي، يتوغل في صخور جيرية التي تعود إلى العصر الطباشيري، ولكن في المكان الذي تلتقي فيه قنوات الوادي، يتدفق بين صخور رسوبية تعود إلى عصر السنونية. ويُعد وادي أبو الأحصية أحد روافد وادي غزة في البحر الأبيض المتوسط.

## نباتات الوادي ومحيطه
على جانبي مجرى الوادي يمكن رؤية المدرجات الزراعية، وفي مجراه تتجمع النباتات مثل القنصور أو السنا الكاذب. بالقرب من الوادي تنمو نباتات نادرة، وفي رافده الجنوبي تنمو الزهور النرجسية في كل عام في شهر كانون الأول وحتى شباط. بسبب مسطحات الصخور في مجرى الوادي هناك مياه أكثر من المتوسط في المنطقة مما يجعل الظروف مناسبة لنمو نبتة النرجس.

## آبار الحصى
كانت هذه المنطقة من النقب تشكل العمق الاستراتيجي للممالك المختلفة على مر التاريخ. التجار الذين نقلوا البضائع بين دول منطقة البحر الأحمر ودول البحر الأبيض المتوسط كانوا يقودون قوافل من الجمال عبر طرق الصحراء الصعبة. كانت هذه الممالك تهتم جدا بأن تكون التجارة ناجحة ومزدهرة، خاصة في الفترة البيزنطية قبل حوالي 1700 سنة، بنى البيزنطيون حصون على طول مسار التجارة من أجل حمايتها من أي أخطار خارجية. يمكن العثور على بقايا الحصون في مناطق مثل مستوطنة سديه بوكير، مطل رامون، رخمة المعروفة بيروحام اليوم ، في وادي أبو الأحصية، وخربة خصاصة وخربة وادي حُليقوم أو حليقيم. من أجل الحفاظ على هذه الحصون التي كانت تستخدم كأبراج مراقبة، حفر البيزنطيون من الصخور الرسوبية آبار مياه كبيرة وبنوا داخلها أعمدة لدعم الأسطح وسلالم للنزول لتنظيف الآبار، وبنوا سدود للوديان، وقاموا بإنشاء مدرجات للزراعة الصحراوية. في آبار الحصى، يمكن رؤية بقايا هذه الاثار.

## خربة خصاصة
تقع بقايا الخربة عند التقاء الوادي مع وادي حُليقوم أو حليقيم، ويوجد مبنى شمال غرب مستوطنة سديه بوكير أطواله 51\ 22 مؤلف من جناحين لكل واحد مدخل وفناء داخلي حوله غرف وقاعات لا ممر بينها.
في الجزء الجنوبي من البناء يوجد بئر ماء. خلال الحفريات الأثرية التي أُجريت في المكان، تم العثور على فخار يعود إلى الفترة الرومانية في زمن حكم الأنباط في منطقة النقب.

## صور

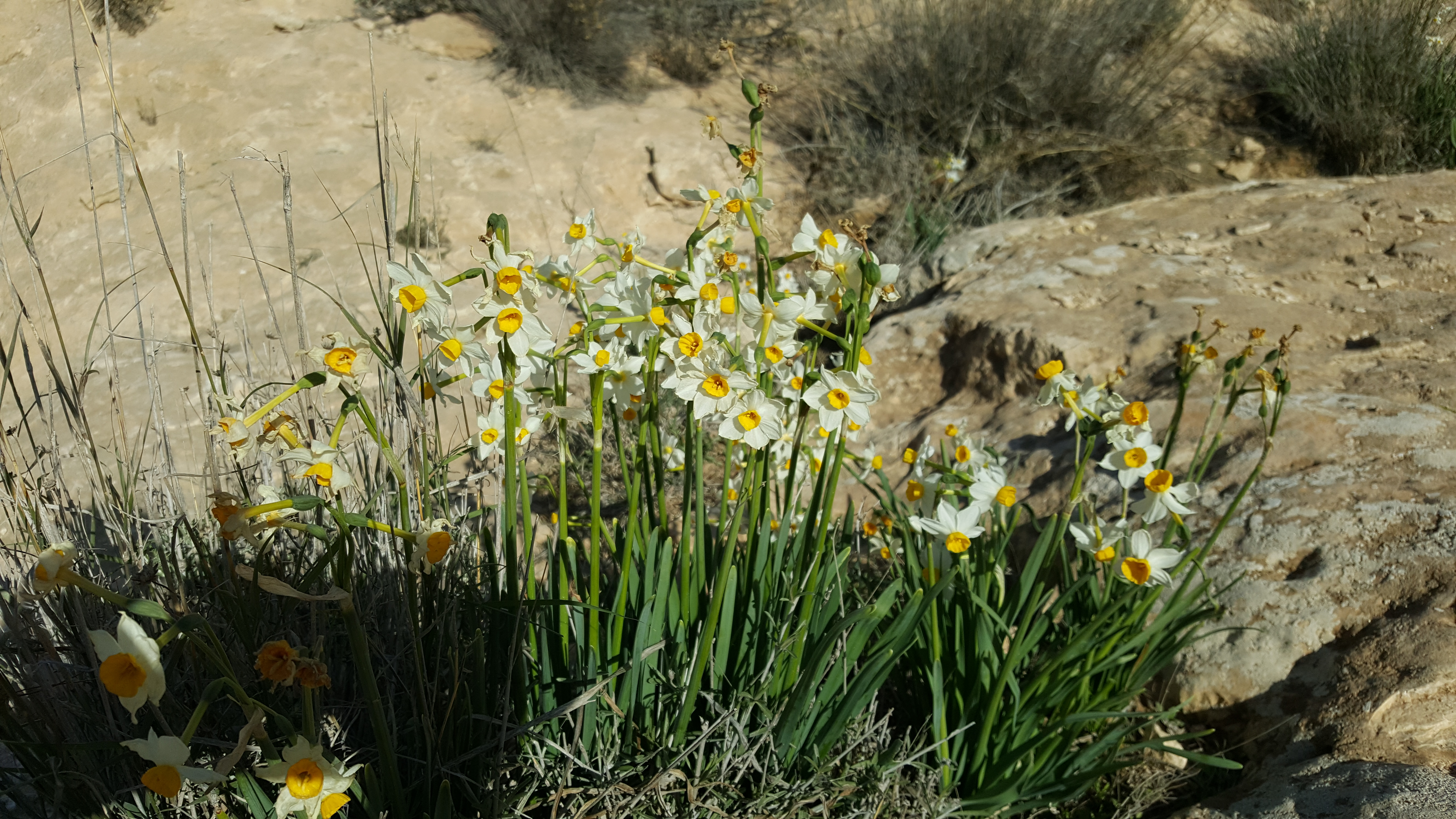
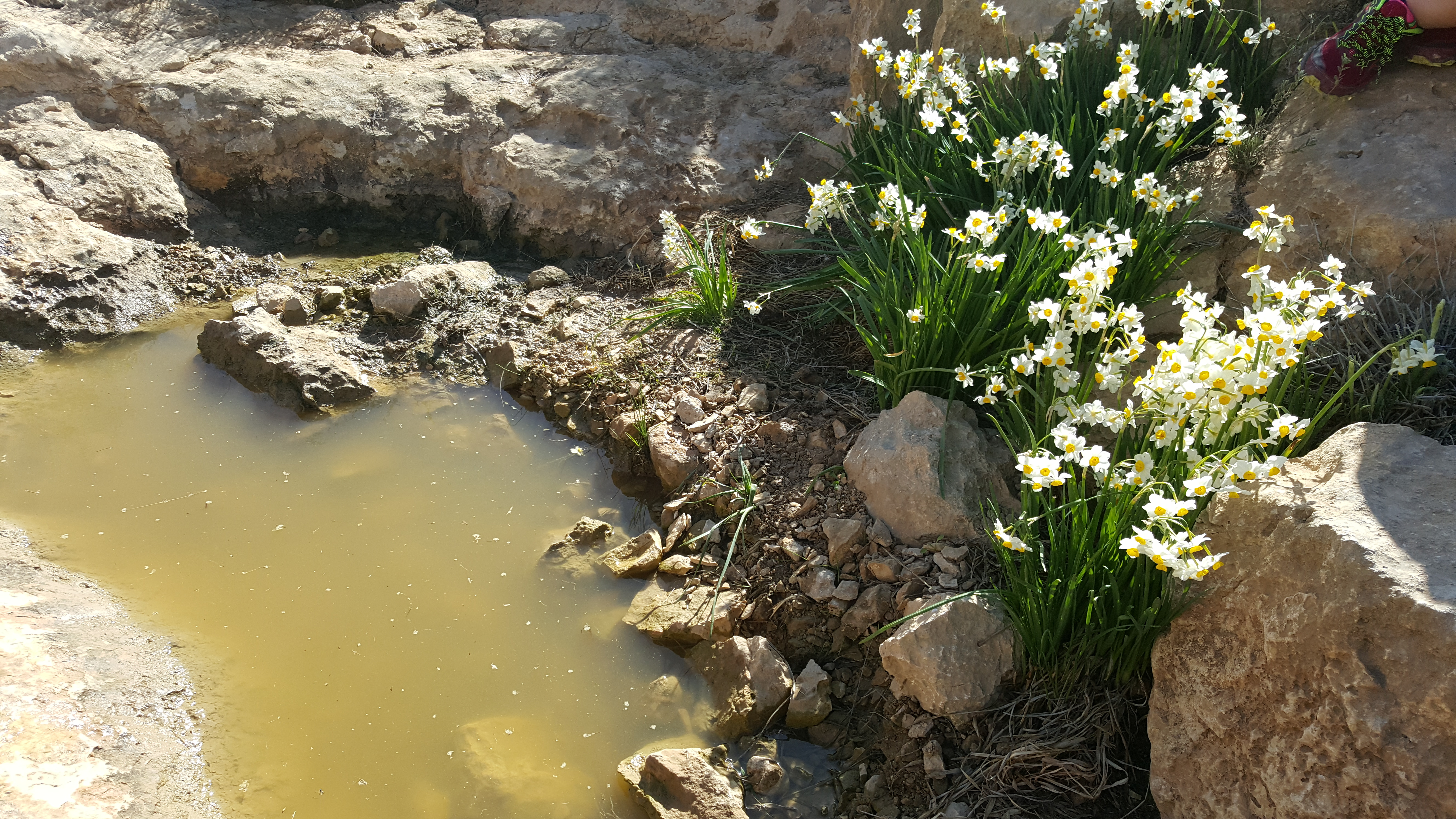
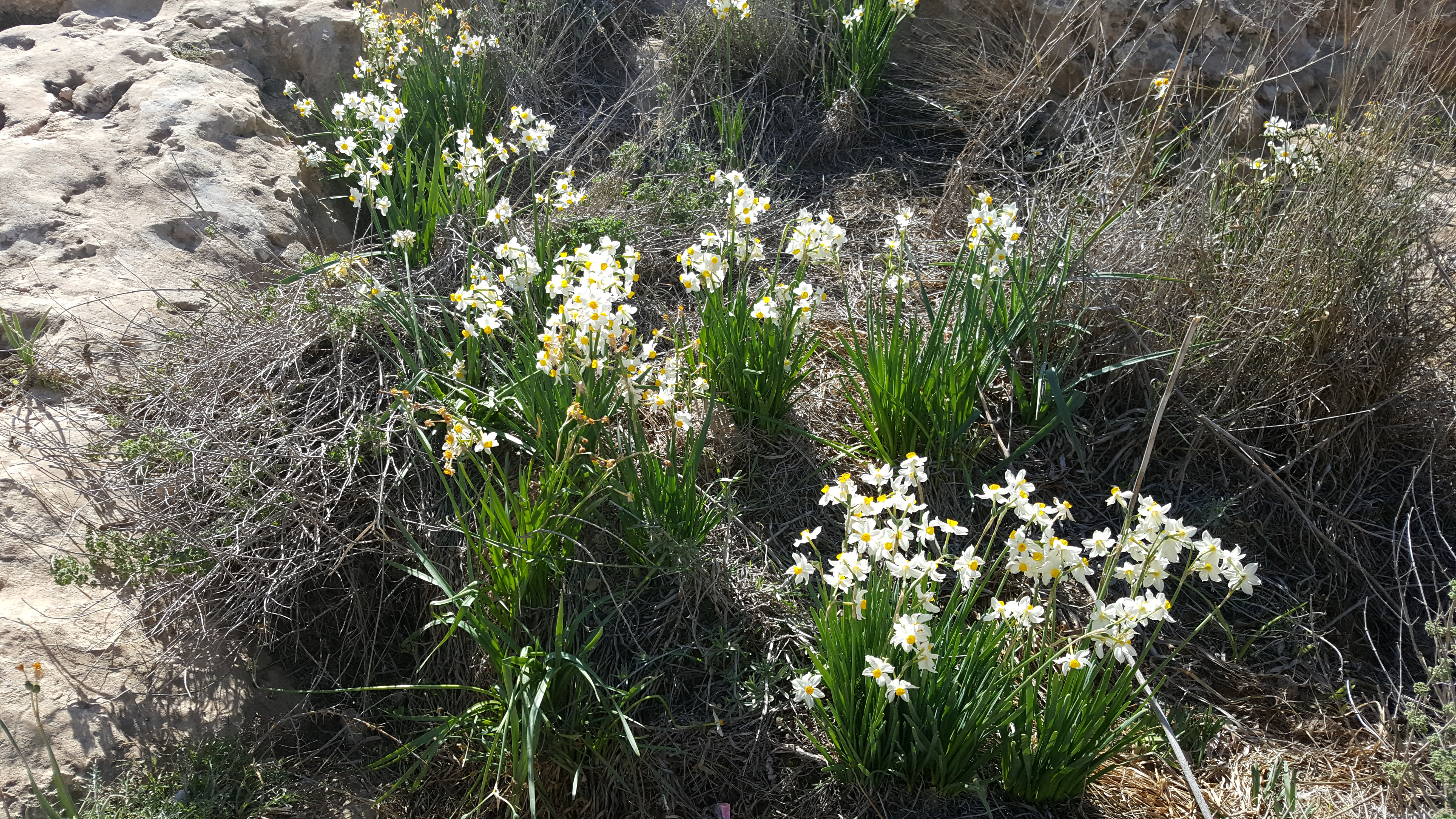
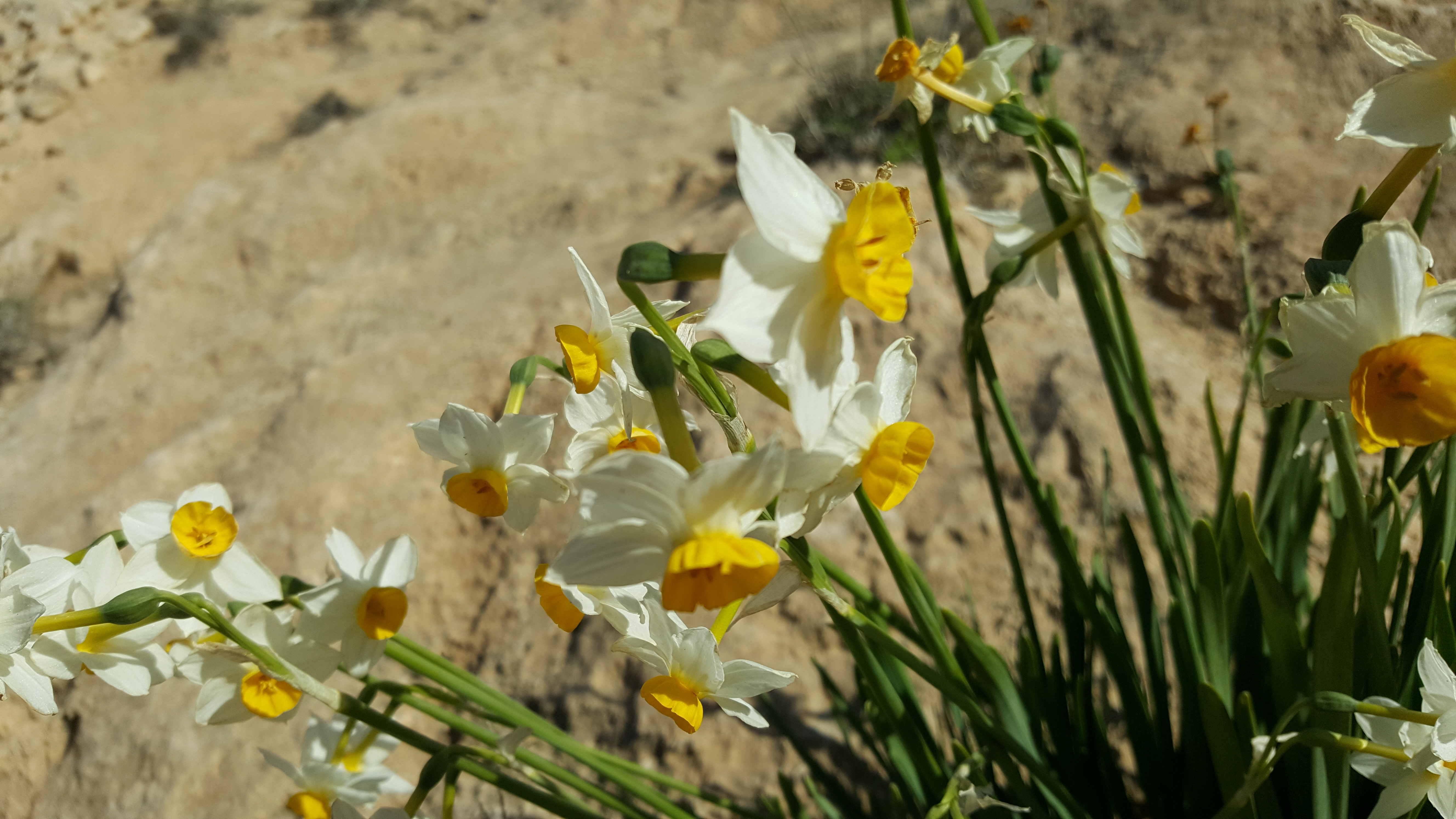